# Nie verliebt
Nie verliebt (Untertitel: Und andere Gute-Nacht-Geschichten) ist das Debütalbum von Paula Hartmann. Das Album erschien am 8. April 2022 unter dem Label Himbeertoni (in Kooperation mit Four Music).

## Entstehungsgeschichte und Veröffentlichung
Paula Hartmann, die bereits als Kind gerne Gedichte geschrieben hatte, begann nach ihrem Umzug nach Hamburg mit dem Musikmachen. Die gemeinsame Arbeit am Debütalbum mit Produzent Biztram begann bereits im Herbst 2020. Am 27. August 2021 veröffentlichte Hartmann ihren ersten Song und den Titeltrack des Albums, Nie verliebt. Es folgte die Single Truman Show Boot am 8. Oktober 2021.  Am 26. November wurden die bisher veröffentlichten und zwei neue Tracks als Fahr uns nach Hause EP veröffentlicht. Alle vier Tracks der Fahr uns nach Hause EP finden sich auch auf dem späteren Album wieder. Bis zum Release folgten noch zwei weitere Singles, Kugeln im Lauf (25. Februar 2022) und Kein Happy End (6. April 2022), das zusammen mit Casper entstand.
Nie verliebt erschien am 8. April 2022 als Schallplatte, digital und als Musikkassette. Der Song Babyblau, der der Schallplatten-Edition anfangs als ungelistetes Extra beigelegt war, wurde am 26. August 2022 in einer neuen digitalen Version des Albums auch digital verfügbar gemacht.
Im Mai 2023 veröffentlichte Hartmann das 2-Track-Bundle Nie verliebt – Aftershow Edits. Darauf enthalten sind ein von Southstar produzierter Remix von Babyblau mit einer neuen Strophe von Domiziana und ein von Philipp Johann Thimm produzierter Remix von Fahr uns nach Hause.

## Produktion
Das komplette Album wurde vom deutschen Musikproduzenten und Rapper Biztram produziert. An fast allen Songs war außerdem das Duo DaJu, bestehend aus David Bonk und Julia Bergen, beteiligt. Für den ersten Song unterstützte David Bonk Biztram alleine. Der Titelsong Nie verliebt wurde von Biztram abgemischt, die restlichen Titel von Lex Barkey, der auch für das Mastering verantwortlich ist.

## Musikstil und Inhalt
Viele Rezensenten sehen den Sound des Albums durch das Leben in der Großstadt geprägt. So wird Nie verliebt etwa als „Großstadt-Platte“ beschrieben, die einen „Sound zum Berliner und Hamburger Großstadtleben“ liefere. Nie verliebt ist außerdem besonders durch Elemente aus den Genres Pop, RnB und Hip-Hop geprägt.
Thematisch dreht sich Nie verliebt um das Leben und Aufwachsen in der Großstadt, das Lebensgefühl der Jugend und um Emotionen wie Melancholie, Herzschmerz und Liebe.
| Nr.          | Titel                         | Text                                               | Musik                                     | Produktion                             | Länge |
| ------------ | ----------------------------- | -------------------------------------------------- | ----------------------------------------- | -------------------------------------- | ----- |
| 1.           | Nie verliebt                  | Paula Hartmann, Daniel Schaub, Gerald Hoffmann     | Hartmann, Schaub, Hoffmann                | Benjamin „Biztram“ Bistram, David Bonk | 3:32  |
| 2.           | Fahr uns nach Hause P1        | Hartmann, Benjamin Bistram, Wieland Stahnecker     | David Bonk, Bistram, Hartmann, Stahnecker | Benjamin „Biztram“ Bistram, DaJu       | 2:23  |
| 3.           | Fahr uns nach Hause P2        | Hartmann, Bistram, Stahnecker                      | Hartmann, Bistram, Bonk, Stahnecker       | Benjamin „Biztram“ Bistram, DaJu       | 2:10  |
| 4.           | Veuve                         | Bistram, Hartmann                                  | Bonk, Bistram, Hartmann                   | Benjamin „Biztram“ Bistram, DaJu       | 3:09  |
| 5.           | Seidenkleid                   | Bistram, Hartmann                                  | Bistram, Hartmann                         | Benjamin „Biztram“ Bistram, DaJu       | 3:19  |
| 6.           | Unsere letzte Nacht           | Bistram, Hartmann                                  | Bistram, Hartmann                         | Benjamin „Biztram“ Bistram, DaJu       | 3:05  |
| 7.           | Kein Happy End (feat. Casper) | Elias Hadjeus, Benjamin Griffey, Hartmann, Bistram | Hartmann, Bonk, Bistram                   | Benjamin „Biztram“ Bistram, DaJu       | 2:46  |
| 8.           | Kugeln im Lauf                | Bistram, Hartmann                                  | Bistram, Bonk, Hartmann                   | Benjamin „Biztram“ Bistram, DaJu       | 3:24  |
| 9.           | Truman Show Boot              | Hartmann, Bistram                                  | Bistram, Hartmann, Bonk                   | Benjamin „Biztram“ Bistram, DaJu       | 4:08  |
| 10.          | Babyblau                      | Hoffmann, Hartmann, Bistram, Schaub                | Hartmann, Schaub, Bistram, Hoffmann       |                                        | 2:44  |
| Gesamtlänge: | Gesamtlänge:                  | Gesamtlänge:                                       | Gesamtlänge:                              | Gesamtlänge:                           | 30:44 |

## Rezeption

### Rezensionen
Nie verliebt wurde insbesondere in Musikmedien breit rezipiert und allgemein positiv rezensiert. Bereits vor der Veröffentlichung des Albums hatte Paula Hartmann von etablierten Künstlern viel Lob erhalten, darunter von Haftbefehl, Prinz Pi und Casper.
Lena Bayer (laut.de) meint, Nie verliebt biete einen freshen Sound zum Leben in den Großstädten Hamburg und Berlin. In ihrer Rezension rezensiert sie jeden Track und identifiziert die Songs Truman Show Boot und Nie verliebt als Meisterwerk der Poesie und Highlights des Albums. Nie verliebt sei all in all „mehr als ein gelungenes Debüt“. Paula Hartmann teile ihre Gefühle mit höchster Intensität und schildere Alltagsbeobachtungen. Nie verliebt sei wahrlich- wie Hartmann es selber beschreibt – ein „modernes Märchen aus der Großstadt“. Die Rezensentin vergab vier von fünf möglichen Sternen.
Musikexpress findet, Nie verliebt biete sanfte Poesie und wiege den Zuhörer in den „traurig-schönen Zustand der Melancholie“. Die Musik von Paula Hartmann fange das Gefühlsleben der jungen Generation ein und erzeuge ein Gefühl „zwischen Orientierungslosigkeit, Hoffnung und Tagträumerei“. Paula Hartmann mache „tiefe Musik mit viel Emotion“, die nachdenklich mache.
Tim Hofmann (Freie Presse) verglich Nie verliebt mit Caspers 2011 erschienenem Album XOXO. Paula Hartmanns „schmerzvollen Straßenpoesie“ gehe tief unter die Haut und reflektierten das Lebensgefühl der Generation Z. Die Texte von Paula Hartmann hätten XOXO-Klasse; schon lange habe es in der deutschen Pop-Musik nicht so „treffend beschreibend und gleichzeitig so wundoffene, tief reichende Lyrik“ gegeben. Lob erfährt auch die Produktion von Produzent Biztram, dessen Produktion als spartanisch und oft fast skizzenhaft beschrieben wird. Obwohl Nie verliebt eine „Großstadt-Platte“ sei, müsse man nicht in der Großstadt leben, um das Album zu hören.
Arne Lehrke (Plattentests.de) sieht in Nie verliebt starke Einflüsse vom Coming-Of-Age Genre. Die Produktion sei „im besten Sinne zeitgenössisch“ und Hartmann wisse es, darauf ihre helle Stimme einzusetzen. Nie verliebt sei ein Album „für den Katern nach der einen Kippe zu viel“ und ein Flashback an das Lebensgefühl in der Jugend, das von Hartmann präzise und versiert vermittelt werde. Der Rezensent vergab 7 von 10 möglichen Punkten.

### Charts und Chartplatzierungen
Nie verliebt stieg erstmals am 15. April 2022 auf Rang 20 in die deutschen Albumcharts ein, was zugleich die höchste Chartnotierung darstellt. Nachdem das Album in der Folgewoche die Charts wieder verlassen hatte, konnte es sich nochmals am 8. Juli 2022 auf Rang 75 und in der Folgewoche auf Rang 23 platzieren. Somit platzierte sich Nie verliebt insgesamt drei Wochen in den deutschen Top 100. Die Single Kein Happy End konnte sich eine Woche in den deutschen Singlecharts platzieren und belegte dabei in der Chartwoche vom 15. April 2022 Platz 79.
| ChartsChartplatzierungen | Höchstplatzierung | Wochen |
| ------------------------ | ----------------- | ------ |
| Deutschland (GfK)        | 20 (3 Wo.)        | 3      |